# Клиничко-болнички центар Приштина
Клиничко-болнички центар Приштина је болница која пружа здравствене услуге терцијарног нивоа за становништво Косова и Метохије, јужне покрајине Србије. Након завршетка рата на Косову и Метохији, постоје две институције КБЦ Приштина које раде под истим именом — КБЦ Приштина који ради на истом месту у Приштини који су узурпирали Албанци, као и КБЦ Приштина-Грачаница који се преселио у Грачаницу а којим управљају Срби.